# Kalbornia
Kalbornia [kalˈbɔrɲa] (tiếng Đức: Kahlborn) là một ngôi làng thuộc khu hành chính của Gmina Dąbrówno, thuộc huyện Ostródzki, Warmińsko-Mazurskie, ở miền bắc Ba Lan.